# Криштоповский сельский совет
Кришто́повский (Крышто́повский) се́льский сове́т входил до 2020 года в состав Близнюковского района Харьковской области Украины.
Административный центр сельского совета находился в селе Криштоповка.

## История
- 1935 — дата образования сельского Совета депутатов трудящихся в составе Близнецовского района Харьковской области Украинской Советской Социалистической Республики.
- 17 июля 2020 года Близнюковский район был ликвидирован.
- Сельсовет существовал 85 лет.

## Населённые пункты совета
- село Кришто́повка[3][4]
- село Андре́евка
- село Дми́тровка
- село Никола́евка Втора́я
- село Само́йловка